# Do Rzeczy
Do Rzeczy („Klartext“) ist ein polnisches Nachrichtenmagazin. Es erscheint wöchentlich. Politisch wird die Zeitschrift als rechts-konservativ bis nationalistisch verortet.
Do Rzeczy wurde 2013 in Warschau vom Verlag Orle Pióro gegründet, der dem nationalkonservativen Spektrum zugerechnet wird. Anteilseigner ist PMPG Polskie Media. Chefredakteur war von Beginn Paweł Lisicki, sein Name gehört zum Titel: Tygodnik Lisickiego (Wochenzeitschrift Lisickis). Er gilt als einer der nationalkatholischen Vordenker. Die Redaktion unterstützte unter seiner Ägide die Partei PiS. Lisicki holte viele Journalisten zu Do Rzeczy, die für das ehemals von ihm geleitete Magazin Uważam Rze geschrieben haben. In Do Rzeczy publizierte unter anderem der ehemalige israelische Botschafter in Polen Schewach Weiss.
Während der Regierung Mateusz Morawiecki bezog das Magazin zuletzt ca. 21 % seiner Werbeeinnahmen von polnischen Staatsbetrieben. Dem Magazin wird Einfluss auf die öffentliche Meinungsbildung in Polen zugeschrieben. Es werden Themen aus Religion, Politik, Wirtschaft, Bildung, Kultur in Polen und im Ausland behandelt. Die Redaktion polemisiert gegen die Europäische Union, 2023 forderte sie auf ihrer Titelseite den Austritt Polens aus der EU. Sie veröffentlicht regelmäßig Beilagen gegen die LGBT-Bewegung und stellt die These vom menschengemachten Klimawandel in Frage, die Titelgeschichte der Ausgabe 29/2019 war der "Klimalüge" gewidmet.
Die Auflage der Zeitschrift lag zum Ende des I. Quartals 2024 bei 31.647 Exemplaren (der Marktführer, die linksliberale Polityka, verkaufte zum gleichen Zeitpunkt 80.464 Exemplare).